# دانشکده پرستاری نیشابور
دانشکده پرستاری نیشابور دانشکده‌ای وابسته به دانشگاه علوم پزشکی نیشابور واقع در استان خراسان‌رضوی، شهرستان نیشابور که در سال ۱۳۸۸ شمسی تأسیس گردیده است.

## گروه‌های آموزشی
- پرستاری
- اتاق عمل
- هوشبری

## امکانات آموزشی و پژوهشی
- - کتابخانه
- - سایت کامپیوتر
- - مرکز مهارت‌های بالینی (پراتیک)
- - این دانشکده دارای ۲ بیمارستان به‌نام‌های ۲۲ بهمن و حکیم می‌باشد.